# Alegeri legislative în Austria, 1949
Alegerile pentru consiliul Național al Austriei din 1949 au reprezentat a doua mare campanile de alegeri din Austria după Al Doilea Război Mondial. Aproximativ 500 000 de naziști care nu au avut drept de vot în 1945 și-au recâștigat dreptul de a vota. Un nou partid numit Partidul Electoral pentru Independență (predecesor al Partidului pentru Liberatate al Austriei) a fost creat. A mers în mod deliberat pe acest grup al Naziștilor de votanți și imediat a câștigat un număr destul de mare de voturi. Partidul Poporului Austriac a rămas totuși cel mai puternic partid, deși și-a pierdut majoritatea absolută a mandatelor. Leopold Figl a rămas cancelar, ducând la o coaliție cu Partidul Socialist al Austriei (ca partener second).